# Osteologi

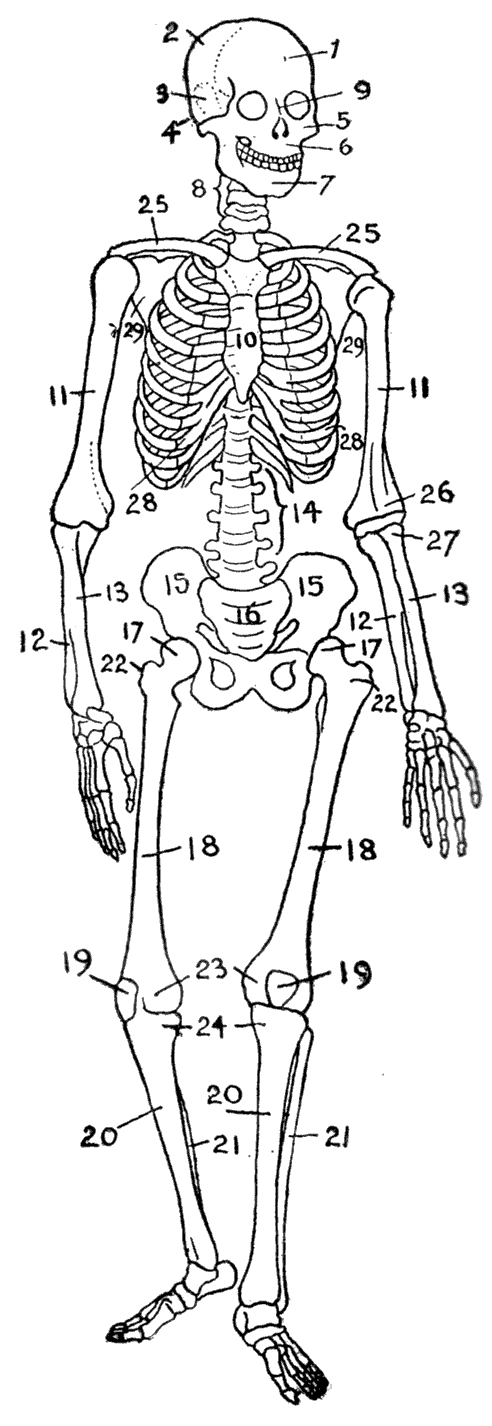
Ett mänskligt skelett - (endoskelett)

Osteologi, härledd från den från grekiska ὀστέον (ostéon) 'ben', och λόγος (logos) 'studie', är den vetenskapliga studien av ben, praktiserad av osteologer och studerar ryggradsdjurens skelett. Det är en underdisciplin av anatomi, antropologi och paleontologi, osteologi är den detaljerade studien av strukturen hos ben, skelettelement, tänder, naglar, horn, mikrobenmorfologi, funktion, sjukdom, patologi, benbildningsprocessen (från broskformar) och benens resistens och hårdhet (biofysik). 
Osteologer arbetar ofta inom den offentliga och privata sektorn som konsulter för museer, forskare för forskningslaboratorier, forskare för medicinska undersökningar och / eller för företag som producerar osteologiska reproduktioner i ett akademiskt sammanhang.
Osteologi och osteologer bör inte förväxlas med osteopati och dess utövare, osteopater.
Ämnet delas upp i de två underområdena animalosteologi och humanosteologi, där den första gruppen studerar djurben och den andra människoben. I andra länder delas historisk osteologi upp i ett flertal discipliner, bland annat (engelska termer) physical anthropology, zooarcheaology och archaeozoology. 

## Osteologins arbetsområden
Osteologi arbetar med rekonstruktioner av organismer kanske främst inom paleontologin. Djurosteologin identifierar arter och studerar systematik baserad på vissa egenskaper och anatomin hos ben. Osteologin studerar  också sjukdomar i skelettsystemet.
Rekonstruktion av organismer: Med utgångspunkt i benen kan organismerna rekonstrueras dock med viss osäkerhet. Man försöker ersätta de mjuka vävnaderna på grundval av benens utseende och muskelfästena ger ledning tillsammans med ledytor för rörelsemönster hos djuret eller människan. Genom olika förfaranden kan utseendet på en organism återställas till viss del. På detta sätt kan utdöda djur och människor rekonstrueras. Tekniken används också inom kriminaltekniken, till exempel för att identifiera skelett av okända individer vars ansikte kan rekonstrueras.
ArtIdentifiering: Baserat på vissa egenskaper hos benen kan de klassificeras i den biologiska systematiken. Dessutom kan det vara möjligt att bestämma ålder, kön, geografiskt ursprung och sjukdomar. Detta är väl undersökt, särskilt humanosteologin. Systematiken kan studeras på grundval av de anatomiska egenskaper hos benen. Arterna kan klassificeras i den biologiska systematiken. Detta är grunden för att kunna artbestämma benen korrekt.
Sjukdomar i skelettsystemet: Inom medicinen ligger osteologi i skärningspunkten mellan ortopedi och endokrinologi. Den fysiologiska strukturen hos ben kan studeras liksom processerna för metabolismen i benen eller dess sjukdomar. Numera tar denna uppgift stor plats inom den medicinska osteologi. Huvudfokus ligger på att undersöka orsakerna och olika former av behandling av sjukdomar som osteoporos, osteomalaci, bensjukdomar orsakade av njursjukdomar, Osteodystrophia deformans, men också sällsynta sjukdomar som osteogenesis imperfecta, FOP eller hypofosfatasi . I medicinsk osteologi betraktas benet inte som ett isolerat organ, utan dess interaktion med andra organsystem som musklerna eller centrala nervsystemet njurar och endokrina körtlar undersöks.

## Humanosteologi och rättsmedicinsk antropologi
Undersökning av humanosteologer används ofta i rättsmedicinsk antropologi för att identifiera ålder, dödsorsak, kön, tillväxt sjukdomar och utveckling av mänskliga kvarlevor. De används också för att undersöka kulturens påverkan på människors biologi.
Det finns fyra faktorer som ofta styr variationen i skelettets anatomi: ontogeni (eller tillväxt), sexuell dimorfism (könsolikheter), geografisk variation och individuell eller idiosynkratisk variation. Osteologi kan också bestämma en individs anor det vill säga släktskap mellan individer, ras eller etnicitet. Historiskt sett grupperades människor vanligtvis i tre numera föråldrade rasgrupper: kaukasoider, mongoloider och negroider. Detta klassificeringssystem blir dock allt mindre tillförlitligt på grund av att äktenskap mellan olika grupper ökar och markörer som utmärkte olika ursprung blir mindre tydliga. Bestämning av anor är kontroversiellt, men kan ge en förståelig etikett för att definiera anor till en oidentifierad kropp eller skelett. Numera används Dna för att studera släktskap istället för osteologiska analyser.

## Crossrail-projektet i England och digerdöden
Osteologins tillämpningar illustreras av det engelska Crossrail-projektet.  Londons utbyggnad av järnvägssystem avslöjade 25 mänskliga skelett begravda vid Charterhouse Square 2013. Detta ledde till nya större upptäckter inom arkeologin. De 25 skeletten tillsammans med många fler som hittades i senare undersökningar, har tolkats som massgravar för att begrava några av de miljontals offren för digerdöden på 1300 -talet. Arkeologer och rättsmedicinska forskare har använt osteologi för att undersöka skelettresterna för att förstå orsakerna till digerdödens stora dödlighet för den europeiska befolkningen. Skeletten visade att många i befolkningen hade dålig hälsa. Genom omfattande analys av benen upptäcktes att många led av rakitis, anemi och undernäring.  Undersökningarna har gett bevis för att många hade spår av brutna ben, orsakade av fysiskt våld. Nästan alla hade ryggskador och påfrestningar, vilket visar på tungt manuellt hårt arbete. Detta arkeologiska projekt har fått namnet Crossrail Project. Arkeologer fortsätter att gräva och söka efter spår för att bättre förstå historien. Stora skelettmaterial kan ge goda informationer och hälsotillstånd och sjukdomar i en befolkning.

## Osteologi inom arkeologin i Sverige
Osteologi är idag ett ämne som är knutet till arkeologin och kan studeras på tre platser i Sverige. Dels i Lund där det heter historisk osteologi, dels i Stockholm där det heter osteoarkeologi och på Gotland där det heter osteologi. Trots att osteologer ofta återfinns på museer eller arkeologiska utgrävningar kan rättsantropologer, vilka har specialistkunskaper i osteologi, även vara behjälpliga i polisärenden eller för identifiering av kroppar från moderna massgravar.
I Sverige kan man uppnå masterexamen i ämnet på tre högskolor: Lunds universitet, Stockholms universitet och Högskolan på Gotland. 

### Osteologi vid Stockholms universitet
Det osteologiska ämnet vid Stockholms universitet heter osteoarkeologi. Tidigare hette det arkeoosteologi, men då det blev en del förväxlingar mellan arkeologiska forskningslaboratoriet (AFL) och Arkeoosteologiska forskningslaboratoriet (AOFL) så bytte de 2004 namn till Osteoarkeologiska forskningslaboratoriet (OFL). OFL var dessutom den gamla förkortningen på det Osteologiska forskningslaboratoriet som Nils Gustav Gejvall grundade vid Stockholms universitet.
Laboratoriet var från det att det bildades på 60-talet beläget i en av stallbyggnaderna till Ulriksdals slott men har i dag flyttat till Wallenbergslaboratoriet vid Frescati, Stockholms universitet.

### Osteologi vid Lunds universitet
Den arkeologiska osteologin i Lund benämnes historisk osteologi. Ämnet har funnits i Lund sen början av 1990-talet och byggdes upp av Elisabeth Iregren. Lundinstitutionen var också först i Sverige med att ge en magisterkurs i ämnet.

### Osteologi vid Uppsala Universitet Campus Gotland f.d. Högskolan på Gotland
Vid Högskolan på Gotland benämns ämnet osteologi. Ämnet byggdes upp av professor Ebba During i slutet på 1900-talet. Till en början bara som en sommarkurs, men från höstterminen 1999 ges fyra terminer med osteologi, då under namnet Arkeoosteologi. Ämnet ändrade namn 2004 till osteologi. Från 2008 kan man ta magisterexamen i ämnet osteologi vid Högskolan på Gotland numera Uppsala Universitet Campus Gotland.

### Osteologiska föreningen
Osteologiska föreningen var en organisation för yrkesverksamma och studenter inom den arkeologiska disciplinen historisk osteologi, arkeoosteologi och osteoarkeologi. Föreningen bildades 1978. Det är tveksamt om föreningen har någon aktivitet nu. Den har en hemsida som inte verkar uppdaterad sedan 2011. Osteologiska föreningen grundades 1978 och har till ändamål att främja intresset för human och animal osteologi, främst med historisk inriktning.
Föreningens tidskrift Benbiten på svenska kom ut från 1988 med 2 nummer / år. Tidskriften publiceras i Stockholm av Osteologiska föreningen. Benbiten är nu nedlagd eller vilande enligt Tidskrift nu. Benbiten behandlade i första hand ben i historisk och förhistorisk kontext i form av artiklar, meddelanden och notiser. Sista numret som finns på Osteologiska föreningen hemsida verkar vara nr 1 2007 men på nätet finns artiklar från 2009.

## Kända svenska osteologer
- Torbjörn Ahlström, professor vid Lunds universitet
- Ebba During, professor vid OFL (1937-2007)
- Nils Gustav Gejvall, professor em. vid OFL (1911-1991)
- Elisabeth Iregren, professor em. vid Lunds universitet
- Anna Kjellström, docent vid OFL
- Gustav Malmborg, elit-armborstskytt och adjunkt vid Uppsala universitet campus Gotland
- Torstein Sjøvold, professor em. vid OFL
- Sabine Sten, professor vid Uppsala universitet campus Gotland
- Jan Storå, docent och nuvarande chef för OFL